# Holotrichia farinosa
Holotrichia farinosa är en skalbaggsart som beskrevs av Nonfried 1891. Holotrichia farinosa ingår i släktet Holotrichia och familjen Melolonthidae. Inga underarter finns listade i Catalogue of Life.